# 佐伯インターチェンジ (岡山県)
佐伯インターチェンジ（さえきインターチェンジ）は、岡山県和気郡和気町小坂にある美作岡山道路のインターチェンジである。

## 道路
- 美作岡山道路（佐伯IC以南は岡山県道79号佐伯長船線、佐伯IC以北は岡山県道27号岡山吉井線）

## 接続する道路
- 岡山県道53号御津佐伯線

## 沿革
熊山ICまでの区間4.3kmが2006年（平成18年）2月22日に開通し、美作岡山道路としては初めての供用区間になった。
- 2006年（平成18年）2月22日 - 熊山ICまでの延長4.3kmが開通する。
- 2019年（平成31年）3月24日 - 吉井ICまでの6.8kmが開通する[1]。

## 隣
美作岡山道路
吉井IC - 佐伯IC - 熊山IC